# Nou Partit Pioner (Japó)
El Nou Partit Pioner (新党さきがけ, Shintō Sakigake), també conegut com a Nou Partit Sakigake, fou un partit polític japonés sorgit d'una escissió del Partit Liberal Democràtic (PLD) el 22 de juny de 1993. La formació fou creada per Masayoshi Takemura. El partit, d'orientació centrista, incorporava elements reformistes i ecologistes moderats. El lider ideològic de la formació fou Shūsei Tanaka. Els futurs primers ministres Yukio Hatoyama i Naoto Kan van participar en la formació, abandonant-la més tard per a ingressar al Partit Democràtic (PD). La pedrera de vots del partit es trobava entre els buròcrates de coll blanc i els ecologistes, sent un partit conservador reformista amb elements ecologistes.

## Història
Després de les eleccions generals de 1993, l'NPP entrà al govern de coalició liderat per Morihiro Hosokawa. Aquell gabinet fou el primer sense el PLD des de l'any 1955. El lider del partit, Masayoshi Takemura, esdevingué ministre. Quan començà el govern de Tsutomu Hata, del Partit de la Renaixença (PR), l'NPP donà suport extern al gabinet sense entrar en ell.
L'any 1994, l'NPP va entrar al govern de coalició amb el PLD liderat per Tomiichi Murayama del Partit Socialista del Japó (PSJ) i que reemplaçà l'anterior govern de coalició liderat pel PR de Hata. El setembre de 1996, els membres de l'NPP i PSJ que no aprovaben la coalició dels seus respectius partits amb el PLD van abandonar les seues formacions per a crear el Partit Democràtic (PD).
La fugida dels membres més liberals del partit va fer que aquest fera un tomb cap a la dreta. El 1997, l'NPP tenia dos diputats a la Cambra de Representants i tres a la Cambra de Consellers, una situació bona per al partit, especialment des que el PLD havia tornat a ser el partit majoritari. No obstant això, va decidir moderar la seua postura i, a causa del poder de les faccions ecologistes i reformistes, els conservadors van decidir reformar el partit. L'octubre de 1998, el partit es va reformar amb una imatge més conservadora, deixant el "Nou" del nom de la formació per convertir-se simplement en el Partit Pioner (PP).
Després d'això, la popularitat del partit va descendir i cap a l'any 2001 el partit ja no tenia representació a cap cambra de la Dieta Nacional. El 2002 la facció ecologista va prendre el control del partit transformant l'NPP en un partit ecologista, canviant el seu nom pel d'Assemblea Verda (Midori no Kaigi), el qual al no obtindre representació a les eleccions a la Cambra de Consellers de 2004 es dissolgué el 22 de juny de 2004. La data de dissolució oficial de l'NPP fou el 16 de gener de 2002.

## Resultats electorals

### Cambra de Representants
| Any  | Líder              | Vots      | %    | Escons   | +/– | Govern   |
| ---- | ------------------ | --------- | ---- | -------- | --- | -------- |
| 1993 | Masayoshi Takemura | 1.658.098 | 2,64 | 13 / 511 | Nou | Govern   |
| 1996 | Shōichi Ide        | 727.644   | 1,29 | 2 / 500  | 11  | Oposició |
| 2000 | n/a                | n/a       | n/a  | 0 / 480  | 2   | Oposició |

### Cambra de Consellers
| Any  | Líder              | Vots      | %    | Escons  | +/– | Govern   |
| ---- | ------------------ | --------- | ---- | ------- | --- | -------- |
| 1995 | Masayoshi Takemura | 1.455.886 | 3,58 | 3 / 126 | Nou | Govern   |
| 1998 | Masayoshi Takemura | 784.591   | 1,40 | 0 / 126 | 3   | Oposició |
| 2001 | n/a                | n/a       | n/a  | 0 / 126 | =   | Oposició |

## Líders del Partit
| Núm.                                    | Nom                | Mandat               | Mandat               |
| Núm.                                    | Nom                | Inici                | Final                |
| --------------------------------------- | ------------------ | -------------------- | -------------------- |
| Escissió del: Partit Liberal Democràtic |                    |                      |                      |
| 1                                       | Masayoshi Takemura | 18 de juny de 1993   | 30 d'agost de 1996   |
| 2                                       | Shōichi Ide        | 30 d'agost de 1996   | 22 d'octubre de 1996 |
| —                                       | Akiko Dōmoto       | 22 d'octubre de 1996 | 6 de maig de 1998    |
| 3                                       | Masayoshi Takemura | 6 de maig de 1998    | 3 de juliol de 2000  |
| 4                                       | Atsuo Nakamura     | 3 de juliol de 2000  | 16 de gener de 2002  |